# طاهر المقدسي
طاهر المقدسي، أحد علماء أهل السنة والجماعة ومن أعلام التصوف السني في القرن الرابع الهجري، قال عنه أبو عبد الرحمن السلمي بأنّه: «من جُلّة مشايخ الشام»، وكان أبو بكر الشبلي يسمّيه: «حبر أهل الشام». صحب أبو عبد الله بن الجلاء، ورأى ذا النون المصري.

## من أقواله
- لا يطيب العيش إلا لمن وطئ بساط الأنس، وعلاه على سرير القدس، وغيبه الأنس بالقدس، والقدس بالأنس، ثم غاب عن مشاهدتهما بمطالعة القدوس.[2]
- حدّ المعرفة التجرّد من النفوس وتدبيرها فيما يجلّ أو يصغر.[3]